# Большая Бобровка (приток Енисея)
Большая Бобровка — река в России, протекает по территории Большемуртинского района Красноярского края. Впадает в Енисей слева на 2247 километре от его устья, напротив посёлка Язаевка.
На реке расположен посёлок Раздольное и деревня Орловка. Помимо этого на реке расположены несколько нежилых населённых пунктов: Заплывное, Красное. Она протекает вблизи от села Таловки, из которой в неё впадает река Таловая.
Длина реки — 51 км, площадь водосборного бассейна — 460 км².

## Притоки
Основные притоки:
- 4 км: Малая Бобровка
- 9 км: Коленга
- 28 км: Таловая

## Данные водного реестра
По данным государственного водного реестра России относится к Енисейскому бассейновому округу. Код водного объекта — 17010300512116100024559.